# Lagsprint

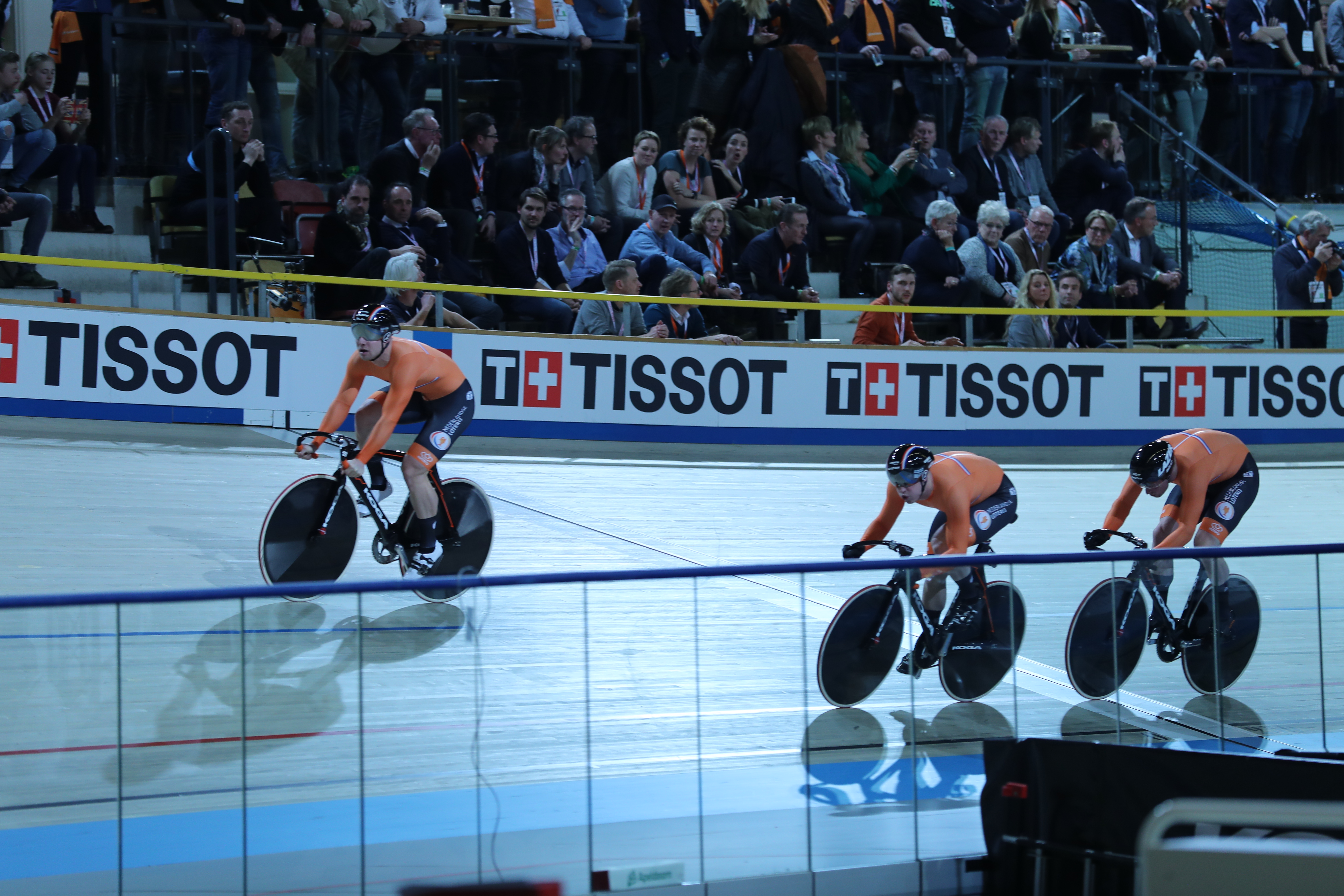
Lagsprint under Världsmästerskapen i bancykling 2018. Första varvet har just avslutats och den som anförde laget under detta har nyss fallit ut över den röda sprintlinjen.

Lagsprint, inledningsvis i mästerskapssammanhang (fram till 2002, men användandet av beteckningen släpade efter i många år) kallad olympsk sprint, är en gren inom bancykling i vilken tremannalag kör tre varv på banan. Varje lagmedlem skall anföra laget under varsitt varv (och sedan utgå) och tiden på den kvarvarandes passage av mållinjen avgör lagets resultat. I matcher startar vardera laget mitt på varsin långsida (vid start-/mållinjen för förföljelselopp). När den förste (som startar i en startgrind som håller fast bakjulet tills starten går, de båda andra lagmedlemmarna står vid sidan av och utanför denne vid starten) passerar mållinjen första gången efter starten (det återstår två varv av loppet då), vilket han/hon måste göra före de båda övriga, skall denne vika av utanför den röda sprintlinjen (senast femton meter efter passagen av start-/mållinjen), varefter han/hon skall hålla sig i banans ytterdel och ej får bidra till loppet (eller vara i vägen för motståndarna). Detsamma gäller den andra deltagaren när denne gjort sin plikt som anförare under det andra varvet och lämnat den tredje kvar att ensam slutföra loppet.
Före matcherna körs en kvalificering på tid. De åtta lag som har bäst kvaltider går vidare till "första omgången" och i denna möts dessa åtta lag enligt: ettan mot åttan, tvåan mot sjuan, trean mot sexan och fyran mot femman. De fyra vinnarna går vidare till final respektive bronsmatch baserat på de tider de uppnådde i matcherna (inga semifinaler körs –- de två lagen som haft bäst tider kör final och de båda övriga kör om bronset). Vid internationella mästerskap och i Nations Cup skall de fyra utslagna lagen erhålla placeringarna fem till åtta enligt de tider de erhöll i matcherna, men vid olympiska spel kör de däremot matcher om dessa placeringar (femte tid mot sjätte gör upp om placeringarna fem och sex, medan de båda övriga kör om platserna sju och åtta).
Om två eller flera lag har samma tid avgör tiden på det sista varvet deras inbördes placeringar.
Laguppstälnningen får ändras från kvalet till första omgången och från första omgången till final/bronsmatch/placeringsmatch.
Lagsprint påminner om lagförföljelselopp, men i dessa kör fyra åkare per lag, och minst tre av dem måste vara kvar hela loppet (i stället för att successivt tvingas utgå) eftersom tiden tas på den åkare som kommer trea över mållinjen. Distansen är också längre, 4000 m, i stället för bara tre varv (750 m på en 250-metersbana, vilket är standardlängd för internationella mästerskap). I jämförelse med landsvägscykling kan lagförföljelseloppet ses som en motsvarighet till lagtempolopp, medan lagsprint snarare motsvarar avslutningen på ett föga kuperat linjelopp som avslutas med en masspurt där de olika lagen kör uppdrag ("lead-outs") för sina spurtare (dessa har dock sådär 200 km i benen innan de spurtar så landsvägsspurtare har inte mycket att hämta i bansprint, och vice versa). En äldre benämning på lagsprint var "italienskt förföljelselopp" (till skillnad från "australiskt förföljelselopp").
Lagsprint har körts vid världsmästerskapen sedan 1995 (herrar) och 2007 (damer), medan grenen infördes vid olympiska spelen 2000 (herrar) och 2012 (damer). Vid europamästerskapen har lagsprint ingått sedan dessas första upplaga 2010 för båda könen. Damer körde med tvåmannalag fram till juni 2020 (och de körde då bara två varv), men sedan dess är damernas format detsamma som herrarnas (de på grund av COVID19-pandemin till 2021 uppskjutna olympiska spelen berördes dock ej).

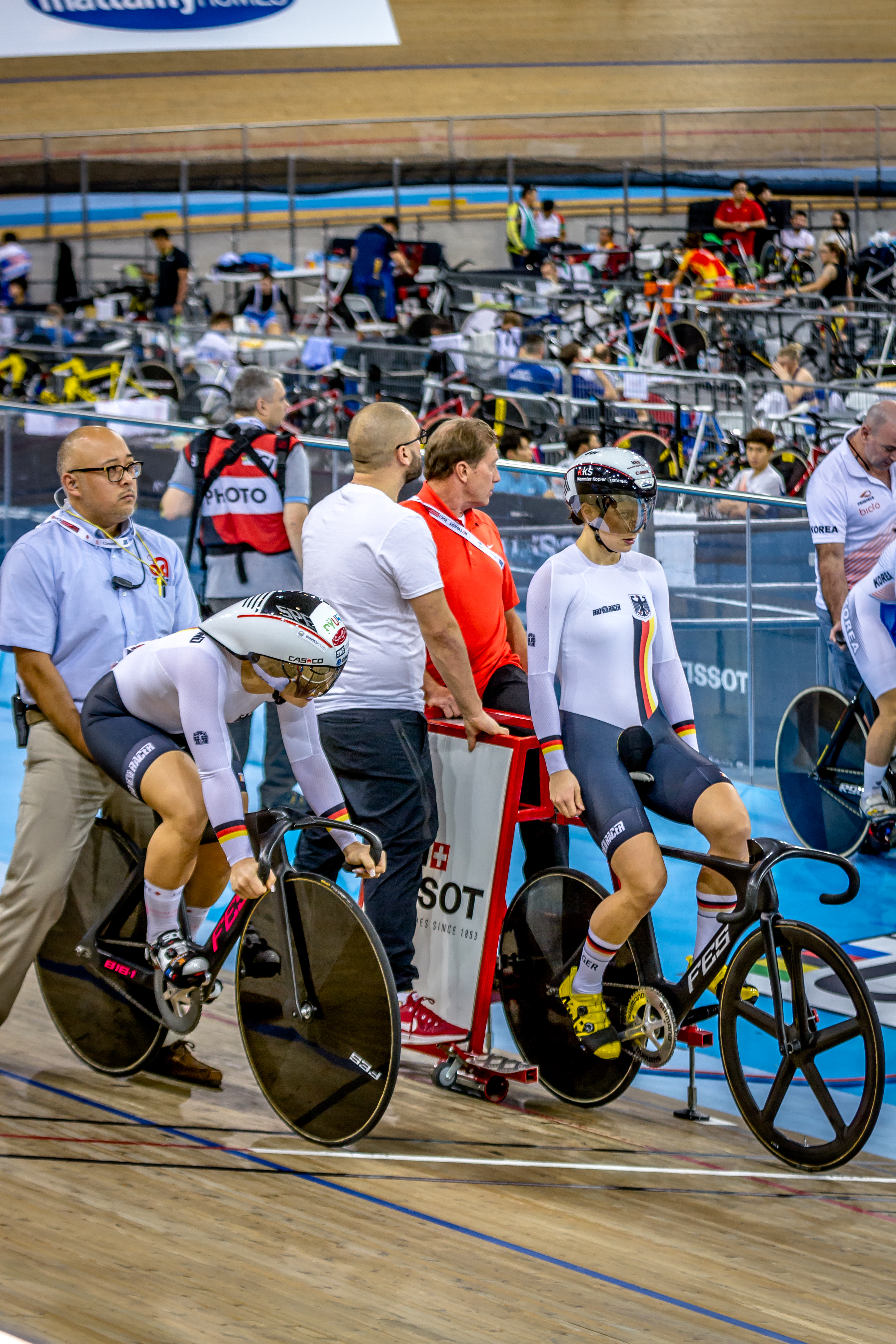
Vid starten hålls bakhjulet på den deltagare som skall anföra laget under det första varvet fast i en startgrind som släpper taget när starten går och tidtagningen startar. De övriga två cyklisterna hålls upprätta av funktionärer (det finns en deltagare till utanför bildens vänsterkant).
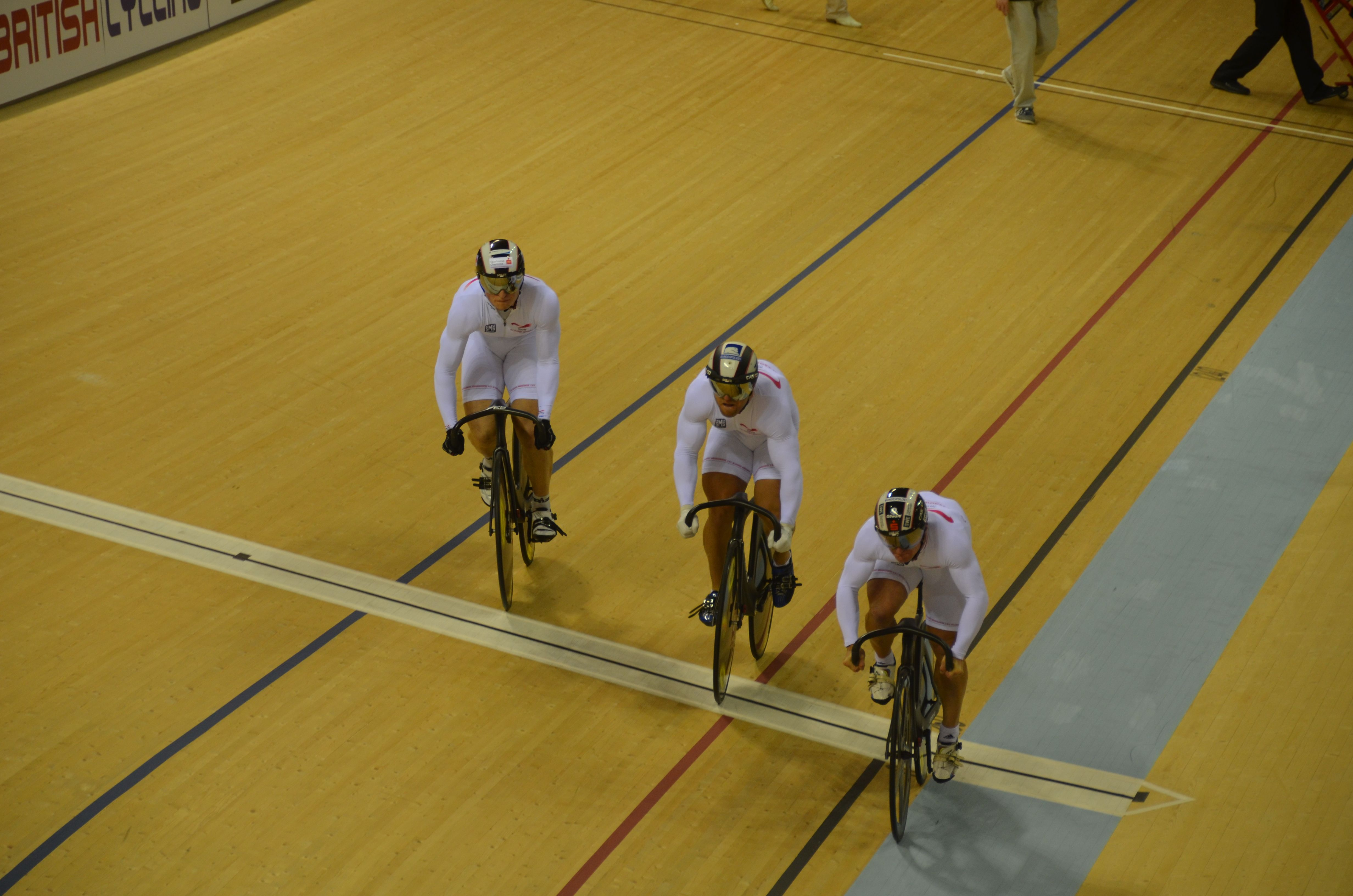
Strax efter starten. I bildens överkant lämnar funktionärerna och startgrinden banan medan de båda andra lagmedlemmarna har börjat falla in bakom den högra som skall ha förningen under det första varvet..

## Världsrekord
Världsrekordet för herrar 750 m lagsprint är (augusti 2024) 40,949 s och innehas av Nederländerna (Jeffrey Hoogland, Harrie Lavreysen och Roy van den Berg). Rekordet sattes den 6 augusti 2024 vid Olympiska spelen i Paris.
Världsrekordet för damer 750 m lagsprint är (augusti 2024) 45,186 s och innehas av Storbritannien (Sophie Capewell, Emma Finucane och Katy Marchant). Det sattes den 5 augusti 2024 vid Olympiska spelen i Paris.
Världsrekordet för damer 500 m lagsprint är (augusti 2024) 31,804 s och innehas av Kina (Bao Shanju och Zhong Tianshi). Det sattes den 2 augusti 2021 vid Olympiska spelen i Tokyo.

## Olympiska spel

### Herrar
| År   | Guld                                                 | Silver                                             | Brons                                               |
| 2000 | Florian Rousseau, Arnaud Tournant, Laurent Gané      | Chris Hoy, Craig MacLean, Jason Queally            | Gary Neiwand, Sean Eadie, Darryn Hill               |
| 2004 | Jens Fiedler, Stefan Nimke, René Wolff               | Toshiaki Fushimi, Masaki Inoue, Tomohiro Nagatsuka | Mickaël Bourgain, Laurent Gané, Arnaud Tournant     |
| 2008 | Jamie Staff, Jason Kenny, Chris Hoy                  | Grégory Baugé, Kévin Sireau, Arnaud Tournant       | René Enders, Maximillian Levy, Stefan Nimke         |
| 2012 | Philip Hindes, Chris Hoy, Jason Kenny                | Grégory Bauge, Michaël D'Almeida, Kévin Sireau     | René Enders, Maximilian Levy, Robert Förstemann     |
| 2016 | Philip Hindes, Jason Kenny, Callum Skinner           | Edward Dawkins, Ethan Mitchell, Sam Webster        | Grégory Baugé, Michaël D'Almeida, François Pervis   |
| 2020 | Jeffrey Hoogland, Harrie Lavreysen, Roy van den Berg | Jack Carlin, Jason Kenny, Ryan Owens               | Florian Grengbo, Rayan Helal, Sébastien Vigier      |
| 2024 | Jeffrey Hoogland, Harrie Lavreysen, Roy van den Berg | Jack Carlin, Ed Lowe, Hamish Turnbull              | Matthew Glaetzer, Leigh Hoffman, Matthew Richardson |

### Damer
| År   | Guld                                          | Silver                                        | Brons                                              |
| 2012 | Kristina Vogel, Miriam Welte                  | Gong Jinjie, Guo Shuang                       | Kaarle McCulloch, Anna Meares                      |
| 2016 | Gong Jinjie, Zhong Tianshi                    | Darja Sjmeljova, Anastasia Vojnova            | Kristina Vogel, Miriam Welte                       |
| 2020 | Bao Shanju, Zhong Tianshi                     | Lea Friedrich, Emma Hinze                     | Darja Sjmeljova, Anastasia Vojnova                 |
| 2024 | Katy Marchant, Sophie Capewell, Emma Finucane | Rebecca Petch, Shaane Fulton, Ellesse Andrews | Pauline Grabosch, Emma Hinze, Lea Sophie Friedrich |

## Världsmästerskap

### Herrar
| År   | Guld                                                                         | Silver                                                                | Brons                                                                  |
| 1995 | Jan van Eijden, Michael Hübner, Jens Fiedler                                 | Benoît Vétu, Florian Rousseau, Hervé Thuet                            | Marty Nothstein, Erin Hartwell, William Clay                           |
| 1996 | Darryn Hill, Shane Kelly, Gary Neiwand                                       | Michael Hübner, Jens Fiedler, Sören Lausberg                          | Laurent Gané, Florian Rousseau, Hervé Thuet                            |
| 1997 | Vincent Le Quellec, Florian Rousseau, Arnaud Tournant                        | Sören Lausberg, Eyk Pokorny, Jan van Eijden                           | Danny Day, Shane Kelly, Sean Eadie                                     |
| 1998 | Vincent Le Quellec, Florian Rousseau, Arnaud Tournant                        | Danny Day, Shane Kelly, Graham Sharman                                | Sören Lausberg, Stefan Nimke, Eyk Pokorny                              |
| 1999 | Laurent Gané, Florian Rousseau, Arnaud Tournant                              | Chris Hoy, Craig MacLean, Jason Queally                               | Sören Lausberg, Stefan Nimke, Eyk Pokorny                              |
| 2000 | Laurent Gané, Florian Rousseau, Arnaud Tournant                              | Chris Hoy, Craig MacLean, Jason Queally                               | José Antonio Villanueva, José Antonio Escuredo, Salvador Meliá         |
| 2001 | Laurent Gané, Florian Rousseau, Arnaud Tournant                              | Jobie Dajka, Ryan Bayley, Sean Eadie                                  | Chris Hoy, Craig MacLean, Jason Queally                                |
| 2002 | Jamie Staff, Chris Hoy, Craig MacLean                                        | Jobie Dajka, Ryan Bayley, Sean Eadie                                  | Jens Fiedler, Sören Lausberg, Carsten Bergemann                        |
| 2003 | Carsten Bergemann, René Wolff, Jens Fiedler                                  | Laurent Gané, Mickaël Bourgain, Arnaud Tournant                       | Craig MacLean, Chris Hoy, Jamie Staff                                  |
| 2004 | Mickaël Bourgain, Laurent Gané, Arnaud Tournant                              | José Antonio Escuredo, Salvador Meliá, José Antonio Villanueva        | Craig MacLean, Chris Hoy, Jamie Staff                                  |
| 2005 | Chris Hoy, Jason Queally, Jamie Staff                                        | Theo Bos, Teun Mulder, Tim Veldt                                      | Matthias John, René Wolff, Stefan Nimke                                |
| 2006 | Grégory Baugé, Mickaël Bourgain, Arnaud Tournant                             | Chris Hoy, Craig MacLean, Jamie Staff                                 | Ryan Bayley, Shane Kelly, Shane Perkins                                |
| 2007 | Grégory Baugé, Mickaël Bourgain, Arnaud Tournant                             | Chris Hoy, Craig MacLean, Ross Edgar                                  | Robert Förstemann, Stefan Nimke, Maximilian Levy                       |
| 2008 | Grégory Baugé, Kévin Sireau, Arnaud Tournant                                 | Ross Edgar, Chris Hoy, Jamie Staff                                    | Theo Bos, Teun Mulder, Tim Veldt                                       |
| 2009 | Grégory Baugé, Mickaël Bourgain, Kévin Sireau                                | Matthew Crampton, Jason Kenny, Jamie Staff                            | René Enders, Robert Förstemann, Stefan Nimke                           |
| 2010 | Robert Förstemann, Maximilian Levy, Stefan Nimke                             | Grégory Baugé, Michaël D'Almeida, Kévin Sireau                        | Ross Edgar, Chris Hoy, Jason Kenny                                     |
| 2011 | René Enders, Maximilian Levy, Stefan Nimke                                   | Matthew Crampton, Chris Hoy, Jason Kenny                              | Daniel Ellis, Matthew Glaetzer, Jason Niblett                          |
| 2012 | Shane Perkins, Scott Sunderland, Matthew Glaetzer                            | Grégory Baugé, Kévin Sireau, Michaël D'Almeida                        | Ethan Mitchell, Sam Webster, Edward Dawkins                            |
| 2013 | René Enders, Stefan Bötticher, Maximilian Levy                               | Edward Dawkins, Ethan Mitchell, Sam Webster                           | Julien Palma, François Pervis, Michaël D'Almeida                       |
| 2014 | Ethan Mitchell, Sam Webster, Edward Dawkins                                  | René Enders, Robert Förstemann, Maximilian Levy                       | Grégory Baugé, Kévin Sireau, Michaël D'Almeida                         |
| 2015 | Grégory Baugé, Kévin Sireau, Michaël D'Almeida                               | Ethan Mitchell, Sam Webster, Edward Dawkins                           | Joachim Eilers, René Enders, Robert Förstemann                         |
| 2016 | Ethan Mitchell, Sam Webster, Edward Dawkins                                  | Jeffrey Hoogland, Nils van 't Hoenderdaal, Matthijs Büchli, Hugo Haak | Joachim Eilers, Max Niederlag, René Enders                             |
| 2017 | Ethan Mitchell, Sam Webster, Edward Dawkins                                  | Jeffrey Hoogland, Harrie Lavreysen, Matthijs Büchli                   | Benjamin Edelin, Sébastien Vigier, Quentin Lafargue                    |
| 2018 | Nils van 't Hoenderdaal, Harrie Lavreysen, Jeffrey Hoogland, Matthijs Büchli | Jack Carlin, Ryan Owens, Jason Kenny, Philip Hindes, Joseph Truman    | François Pervis, Sébastien Vigier, Quentin Lafargue, Michaël D'Almeida |
| 2019 | Roy van den Berg, Harrie Lavreysen, Jeffrey Hoogland, Matthijs Büchli        | Grégory Baugé, Sébastien Vigier, Quentin Lafargue, Michaël D'Almeida  | Alexandr Sjarapov, Denis Dmitrijev, Pavel Jakusjevskij                 |
| 2020 | Roy van den Berg, Harrie Lavreysen, Jeffrey Hoogland, Matthijs Büchli        | Ryan Owens, Jack Carlin, Jason Kenny                                  | Thomas Cornish, Nathan Hart, Matthew Richardson                        |
| 2021 | Roy van den Berg, Harrie Lavreysen, Jeffrey Hoogland                         | Florian Grengbo, Sébastien Vigier, Rayan Helal                        | Nik Schröter, Stefan Bötticher, Joachim Eilers                         |
| 2022 | Matthew Glaetzer, Leigh Hoffman, Matthew Richardson, Thomas Cornish          | Roy van den Berg, Harrie Lavreysen, Jeffrey Hoogland                  | Alistair Fielding, Hamish Turnbull, Jack Carlin                        |
| 2023 | Roy van den Berg, Harrie Lavreysen, Jeffrey Hoogland                         | Matthew Glaetzer, Leigh Hoffman, Matthew Richardson, Thomas Cornish   | Florian Grengbo, Sébastien Vigier, Rayan Helal                         |
| 2024 | Roy van den Berg, Harrie Lavreysen, Jeffrey Hoogland                         | Ryan Elliott, Leigh Hoffman, Thomas Cornish                           | Yoshitaku Nagasako, Kaiya Ota, Yuta Obara                              |

### Damer
| År   | Guld                                               | Silver                                                                      | Brons                                                 |
| 2007 | Victoria Pendleton, Shanaze Reade                  | Yvonne Hijgenaar, Willy Kanis                                               | Kristine Bayley, Anna Meares                          |
| 2008 | Victoria Pendleton, Shanaze Reade                  | Gong Jinjie, Zheng Lulu                                                     | Dana Glöß, Miriam Welte                               |
| 2009 | Kaarle McCulloch, Anna Meares                      | Victoria Pendleton, Shanaze Reade                                           | Gintarė Gaivenytė, Simona Krupeckaitė                 |
| 2010 | Kaarle McCulloch, Anna Meares                      | Gong Jinjie, Lin Junhong                                                    | Gintarė Gaivenytė, Simona Krupeckaitė                 |
| 2011 | Kaarle McCulloch, Anna Meares                      | Victoria Pendleton, Jessica Varnish                                         | Gong Jinjie, Guo Shuang                               |
| 2012 | Miriam Welte, Kristina Vogel                       | Kaarle McCulloch, Anna Meares                                               | Gong Jinjie, Guo Shuang                               |
| 2013 | Miriam Welte, Kristina Vogel                       | Gong Jinjie, Guo Shuang                                                     | Victoria Williamson, Rebecca James                    |
| 2014 | Miriam Welte, Kristina Vogel                       | Lin Junhong, Zhong Tianshi                                                  | Jessica Varnish, Rebecca James                        |
| 2015 | Gong Jinjie, Zhong Tianshi                         | Darja Sjmeljova, Anastasia Vojnova                                          | Kaarle McCulloch, Anna Meares                         |
| 2016 | Darja Schmeljowa, Anastassija Woinowa              | Gong Jinjie, Zhong Tianshi                                                  | Miriam Welte, Kristina Vogel                          |
| 2017 | Darja Schmeljowa, Anastassija Woinowa              | Kaarle McCulloch, Stephanie Morton                                          | Miriam Welte, Kristina Vogel                          |
| 2018 | Miriam Welte, Kristina Vogel, Pauline Grabosch     | Kyra Lamberink, Shanne Braspennincx, Laurine van Riessen, Hetty van de Wouw | Darja Sjmeljova, Anastasia Vojnova                    |
| 2019 | Kaarle McCulloch, Stephanie Morton                 | Darja Schmeljova, Anastassija Voinova                                       | Miriam Welte, Emma Hinze                              |
| 2020 | Pauline Grabosch, Emma Hinze, Lea Sophie Friedrich | Kaarle McCulloch, Stephanie Morton                                          | Chen Feifei, Zhong Tianshi                            |
| 2021 | Pauline Grabosch, Emma Hinze, Lea Sophie Friedrich | Natalija Antonova, Darja Sjmeljova, Jana Tysjtjenko                         | Millicent Tanner, Sophie Capewell, Blaine Ridge-Davis |
| 2022 | Pauline Grabosch, Emma Hinze, Lea Sophie Friedrich | Bao Shanju, Guo Yufang, Yuan Liying                                         | Lauren Bell, Sophie Capewell, Emma Finucane           |
| 2023 | Pauline Grabosch, Emma Hinze, Lea Sophie Friedrich | Lauren Bell, Sophie Capewell, Emma Finucane                                 | Bao Shanju, Guo Yufang, Yuan Liying                   |
| 2024 | Katy Marchant, Sophie Capewell, Emma Finucane      | Kimberly Kalee, Hetty van de Wouw, Steffie van der Peet, Kyra Lamberink     | Molly McGill, Kristina Clonan, Alessia McCaig         |

## Lagsprint iparacykling
Lagsprint körs för klasserna C1 till C5 ("normal" tvåhjulig cykel för en person) och varje lag skall bestå av tre åkare av valfritt kön. Beroende på kön och klasstillhörighet "poängsätts" lagmedlemmarna på en skala från ett till fyra (damer en poäng lägre än herrar utom i C1 där både damer och herrar ges en poäng) och summan av de tre åkarnas poäng får ej överstigqa tio. Reglerna är i övrigt de samma som beskrivits ovan.
| Poängtabell | C5 | C4 | C3 | C2 | C1 |
| ----------- | -- | -- | -- | -- | -- |
| Herrar      | 4  | 4  | 3  | 2  | 1  |
| Damer       | 3  | 3  | 2  | 1  | 1  |

För klass B (synskadade med ledsagare) körs lagsprint för tandemcyklar för mixade lag: två cyklar per lag, en med två herrar och en med två damer. Man kör tre varv där den ena cykeln skall anföra laget under de två första varven varefter den andra cykeln kör hem spurtvarvet.
Vid båda typerna körs först en kvalomgång på tid och sedan möts ettan och tvåan från kvalet i final, medan trean och fyran gör upp om bronset.